# Liste der Baudenkmäler in Zellingen
Auf dieser Seite sind die Baudenkmäler in dem unterfränkischen Markt Zellingen zusammengestellt. Diese Tabelle ist eine Teilliste der Liste der Baudenkmäler in Bayern. Grundlage ist die Bayerische Denkmalliste, die auf Basis des Bayerischen Denkmalschutzgesetzes vom 1. Oktober 1973 erstmals erstellt wurde und seither durch das Bayerische Landesamt für Denkmalpflege geführt wird. Die folgenden Angaben ersetzen nicht die rechtsverbindliche Auskunft der Denkmalschutzbehörde.

## Ensembles

### Ensemble Obere/Untere Hauptstraße
Retzbach, ein urkundlich seit 815 erwähnter Weinbauort an der Mündung der Retz in den Main, wird von der Hauptstraße durchzogen. Den Straßenzug von typisch fränkischem Charakter säumen Bauern- und Häckerhöfe des 16./17.–19. Jahrhunderts mit rundbogigen Toreinfahrten. Die gewöhnlich zweigeschossigen Wohnhäuser sind vielfach giebelständig, häufig mit Fachwerk und Schopfwalmdächern. Eine besondere Charakteristik besitzt das Ensemble durch den steil zum Main hin abfallenden Straßenabschnitt der Unteren Hauptstraße. Dieses wirkungsvolle Straßenbild ist konzentriert auf das etwa an höchster Stelle situierte Rathaus mit seinem polygonalen Bodenerker. Durch die Position des Rathauses an der Nahtstelle von Unterer und Oberer Hauptstraße erhält der öffentliche Bau innerhalb des Ensembles eine beherrschende Stellung. Umgrenzung: Obere Hauptstraße 1–8, 10, 12, 14–17, 21, 23, 25, Untere Hauptstraße 1–10, 12, Bahnhofstraße 1, 2, Heckenstraße 2, Oberdorfstraße 2, 4. Aktennummer: E-6-77-203-1.

## Baudenkmäler nach Gemeindeteilen

### Zellingen
| Lage                                                               | Objekt                                                                                   | Beschreibung | Akten-Nr.              | Bild                                   |
| ------------------------------------------------------------------ | ---------------------------------------------------------------------------------------- | --- | ---------------------- | -------------------------------------- |
| Am Trieb beim roten Kreuz (Standort)                               | Wegkapelle                                                                               | Kleiner Satteldachbau mit Giebelkreuz und Korbbogenöffnung unter einem Baum, eingestellter Altar mit Reliefretabel 'Abschied Jesu von seiner Mutter', Sandstein, 19. Jahrhundert | D-6-77-203-49          | Wegkapelle                             |
| Billingshäuser Straße 2 (Standort)                                 | Wohnhaus                                                                                 | Zweigeschossiger Walmdachbau mit Drempel und symmetrischer Rotsandsteinquader-Fassade mit gekuppelten Segmentbogenfenstern, um 1860 | D-6-77-203-2           | weitere Bilder                         |
| Billingshäuser Straße 4 (Standort)                                 | Portal                                                                                   | Rundbogenpforte mit profiliertem Gewände, Sandstein, Renaissance, bezeichnet „1586“ (in Zweitverwendung vermauert) | D-6-77-203-3           | Portal                                 |
| Billingshäuser Straße 4 (Standort)                                 | Nische                                                                                   | (ehemals Bildstockaufsatz?), ungewöhnliche Nischenkonstruktion aus zentraler Nische mit Kielbogen sowie fünf umgebenden kleineren Nischen in zum Teil gleicher Gestaltung, Sandstein, nachgotisch, bezeichnet „1586“ (in Zweitverwendung vermauert) | D-6-77-203-3           | Nische                                 |
| Billingshäuser Straße 14, 16 (Standort)                            | Bauernhof                                                                                | Symmetrische Anlage aus zwei zweigeschossigen verputzten Fachwerkhäusern mit giebelständigen Krüppelwalmdächern und mittigem traufständigem Verbindungsbau mit Durchfahrt, 18. Jahrhundert, Fassaden verändert | D-6-77-203-4           | Bauernhof                              |
| Billingshäuser Straße 17 (Standort)                                | Portal                                                                                   | Profiliertes Rundbogenportal, Sandstein, bezeichnet „1579“ | D-6-77-203-5           | Portal                                 |
| Brückenstraße 7 (Standort)                                         | Wohnhaus                                                                                 | Zweigeschossiger giebelständiger Halbwalmdachbau mit vorkragendem verputztem Fachwerkobergeschoss über Kellersockel, 18. Jahrhundert, neugotische Hausmadonna mit Konsole und Baldachin 19. Jahrhundert | D-6-77-203-7           | weitere Bilder                         |
| Brückenstraße 9 (Standort)                                         | Rathaus                                                                                  | Zweigeschossiger Satteldachbau mit Treppengiebeln in Ecklage, profilierte Sandstein-Fensterrahmungen und Julius-Echter-Wappenstein, Renaissance, bezeichnet „1609“, Wiederaufbau 1866, Renovierung 1963/64 | D-6-77-203-8           | weitere Bilder                         |
| Brückenstraße 9 (Standort)                                         | Hoftor                                                                                   | Rundbogige Torfahrt mit rundbogiger Pforte, Sandstein, bezeichnet „1609“ | D-6-77-203-8           | weitere Bilder                         |
| Duttenbrunner Straße 2 (Standort)                                  | Katholische Friedhofskirche Maria Hilf                                                   | Saalbau mit eingezogenem Dreiseitchor sowie Dachreiter mit Spitzhelm, Anbauten mit Zelt, bzw. Haubendach, barock, bezeichnet „1682“; mit Ausstattung | D-6-77-203-10          | weitere Bilder                         |
| Duttenbrunner Straße 2 (Standort)                                  | Ölbergkapelle                                                                            | Offener Zeltdachanbau über Holzsäulen mit eingestellter Figurengruppe, Holz, barock, 17./18. Jahrhundert | D-6-77-203-10          | weitere Bilder                         |
| Duttenbrunner Straße 2 (Standort)                                  | Bildstock                                                                                | Sockel mit ornamentiertem Pfeiler und würfelförmigem Reliefaufsatz Heiliger Andreas und Julius-Echter-Wappen, Sandstein, nachgotisch, bezeichnet „1600“, am Chor der Kirche | D-6-77-203-10          | Bildstock                              |
| Gaßwiesen (Standort)                                               | Bildstock                                                                                | Säule mit kreuzbekröntem würfelförmigem Reliefaufsatz, auf Vorder- und Rückseite Kreuzigungsgruppe, seitlich Heiliger Petrus und Julius-Echter-Wappen, Sandstein, bezeichnet „1586“, Säule 19./20. Jahrhundert | D-6-77-203-45          | Bildstock                              |
| Hügelholz; Straße nach Duttenbrunn ()                              | Relief der Pietà                                                                         | Bezeichnet „1762“ nicht nachqualifiziert, im Bayerischen Denkmal-Atlas nicht kartiert | D-6-77-203-47          |                                        |
| Nähe Duttenbrunner Straße (Standort)                               | Kreuzweg                                                                                 | Erste von zwölf kleinen Stationskapellen aus rotem Sandstein mit Segmentbogenöffnung und kreuzbekröntem Satteldach sowie neugotischem Eisengitter und eingestelltem Kalksteinrelief, aus den 1850er Jahren; beim Bau der Umgehungsstraße 1998 wurde die Station versetzt. | D-6-77-203-51          | weitere Bilder                         |
| Nähe Duttenbrunner Straße (Standort)                               | Kreuzweg                                                                                 | Zweite von zwölf kleinen Kapellen aus rotem Sandstein mit Segmentbogenöffnung und kreuzbekröntem Satteldach sowie neugotischem Eisengitter und eingestelltem Kalksteinrelief, aus den 1850er Jahren; beim Bau der Umgehungsstraße 1998 wurde die Station versetzt. | D-6-77-203-51          | weitere Bilder                         |
| Gießgraben (Standort)                                              | Kreuzweg                                                                                 | Dritte von zwölf kleinen Kapellen aus rotem Sandstein mit Segmentbogenöffnung und kreuzbekröntem Satteldach sowie neugotischem Eisengitter und eingestelltem Kalksteinrelief, aus den 1850er Jahren; beim Bau der Umgehungsstraße 1998 wurde die Station versetzt. | D-6-77-203-51          | weitere Bilder                         |
| Boden (Standort)                                                   | Kreuzweg                                                                                 | Vierte von zwölf kleinen Kapellen aus rotem Sandstein mit Segmentbogenöffnung und kreuzbekröntem Satteldach sowie neugotischem Eisengitter und eingestelltem Kalksteinrelief, aus den 1850er Jahren; beim Bau der Umgehungsstraße 1998 wurde die Station versetzt. | D-6-77-203-51          | weitere Bilder                         |
| Boden (Standort)                                                   | Kreuzweg                                                                                 | Fünfte von zwölf kleinen Kapellen aus rotem Sandstein mit Segmentbogenöffnung und kreuzbekröntem Satteldach sowie neugotischem Eisengitter und eingestelltem Kalksteinrelief, aus den 1850er Jahren; beim Bau der Umgehungsstraße 1998 wurde die Station versetzt. | D-6-77-203-51          | weitere Bilder                         |
| Boden (Standort)                                                   | Kreuzweg                                                                                 | Sechste von zwölf kleinen Kapellen aus rotem Sandstein mit Segmentbogenöffnung und kreuzbekröntem Satteldach sowie neugotischem Eisengitter und eingestelltem Kalksteinrelief, aus den 1850er Jahren | D-6-77-203-51          | weitere Bilder                         |
| An der Steig (Standort)                                            | Kreuzweg                                                                                 | Siebte von zwölf kleinen Kapellen aus rotem Sandstein mit Segmentbogenöffnung und kreuzbekröntem Satteldach sowie neugotischem Eisengitter und eingestelltem Kalksteinrelief, aus den 1850er Jahren | D-6-77-203-51          | weitere Bilder                         |
| An der Steig (Standort)                                            | Kreuzweg                                                                                 | Achte von zwölf kleinen Kapellen aus rotem Sandstein mit Segmentbogenöffnung und kreuzbekröntem Satteldach sowie neugotischem Eisengitter und eingestelltem Kalksteinrelief, aus den 1850er Jahren | D-6-77-203-51          | weitere Bilder                         |
| Sundleite (Standort)                                               | Kreuzweg                                                                                 | Neunte von zwölf kleinen Kapellen aus rotem Sandstein mit Segmentbogenöffnung und kreuzbekröntem Satteldach sowie neugotischem Eisengitter und eingestelltem Kalksteinrelief, aus den 1850er Jahren | D-6-77-203-51          | weitere Bilder                         |
| Sundleite (Standort)                                               | Kreuzweg                                                                                 | Zehnte von zwölf kleinen Kapellen aus rotem Sandstein mit Segmentbogenöffnung und kreuzbekröntem Satteldach sowie neugotischem Eisengitter und eingestelltem Kalksteinrelief, aus den 1850er Jahren | D-6-77-203-51          | weitere Bilder                         |
| Im Steig (Standort)                                                | Kreuzweg                                                                                 | Elfte von zwölf kleinen Kapellen aus rotem Sandstein mit Segmentbogenöffnung und kreuzbekröntem Satteldach sowie neugotischem Eisengitter und eingestelltem Kalksteinrelief, aus den 1850er Jahren | D-6-77-203-51          | weitere Bilder                         |
| Im Steig (Standort)                                                | Kreuzweg                                                                                 | Kreuzigungsgruppe und zugleich zwölfte Station des Kreuzwegs, mit Assistenzfiguren und Schächerkreuzen auf separaten Tischsockeln, Sandstein, aus den 1850er Jahren, Figuren der beiden Schächer wohl älter | D-6-77-203-51          | weitere Bilder                         |
| Im Steig (Standort)                                                | Kreuzweg                                                                                 | 13. Station, kleine Kapelle aus rotem Sandstein mit Segmentbogenöffnung und kreuzbekröntem Satteldach sowie neugotischem Eisengitter und eingestelltem Kalksteinrelief, aus den 1850er Jahren | D-6-77-203-51          | weitere Bilder                         |
| Im Steig (Standort)                                                | Heilig-Grab-Kapelle                                                                      | Dem Kreuzweg zugehörige und zugleich 14. Station, gleiche Form wie die Kreuzwegkapellen nur etwas größer und mit eingestellter Kalkstein-Figur des toten Christus | D-6-77-203-51          | weitere Bilder                         |
| Kreuzweg (Standort)                                                | Bildstockaufsatz                                                                         | Quaderförmiger kreuzbekrönter Reliefaufsatz mit Kreuzigungsgruppe und betenden Stifterfiguren seitlich Heiliger. Petrus und männlicher Heiliger, Sandstein, frühbarock, bezeichnet „167?“, Unterbau modern ergänzt | D-6-77-203-145         | weitere Bilder                         |
| Kutschensteig (Standort)                                           | Wegkapelle                                                                               | Kleiner giebelständiger Satteldachbau mit Kreuzgratgewölbe und Sandsteinrelief Pietà, Reste alter Farbfassungen, wohl 19. Jahrhundert, schräge Stützpfeiler wohl später | D-6-77-203-46          | BW                                     |
| Langgasse 1 (Standort)                                             | Hausfigur                                                                                | Immaculata, 18. Jahrhundert Nicht nachqualifiziert, im Bayerischen Denkmal-Atlas nicht kartiert. Von Fassade entfernt (Stand 2025) | D-6-77-203-13          | Hausfigur                              |
| Langgasse 3 (Standort)                                             | Wohnhaus                                                                                 | Zweigeschossiger traufständiger Mansarddachbau mit Fachwerkobergeschoss und Durchfahrt, um 1800 | D-6-77-203-14          | weitere Bilder                         |
| Langgasse 4 (Standort)                                             | Wohnhaus                                                                                 | Zweigeschossiger giebelständiger Krüppelwalmdachbau mit verputztem Fachwerkobergeschoss, 18. Jahrhundert | D-6-77-203-15          | weitere Bilder                         |
| Langgasse 9, 11 (Standort)                                         | Ehemaliger Bauernhof, Bauernhaus                                                         | Zweigeschossiges verputztes Fachwerkhaus mit giebelständigem Satteldach über Kellersockel, bezeichnet „1639“ (innen) | D-6-77-203-16          | Ehemaliger Bauernhof, Bauernhaus       |
| Langgasse 9, 11 (Standort)                                         | Ehemaliger Bauernhof, Hoftor                                                             | Rundbogige Torfahrt mit rundbogiger Pforte, Sandstein, bezeichnet „1637“ | D-6-77-203-16          | Ehemaliger Bauernhof, Hoftor           |
| Langgasse 29 (Standort)                                            | Geschnitzte Tür und Hausmadonna                                                          | Frühes 19. Jahrhundert | D-6-77-203-17          | BW                                     |
| Langgasse 35 (Standort)                                            | Wohnhaus                                                                                 | Zweigeschossiger giebelständiger Satteldachbau mit Zierfachwerkobergeschoss und Durchfahrt, bezeichnet „1688“ | D-6-77-203-18          | weitere Bilder                         |
| Nähe Main (Standort)                                               | Bildstock                                                                                | Profilierter Sockel mit Pfeiler sowie würfelförmigem Flachnischenaufsatz mit Kreuz- bzw. Lilienbekrönung, Sandstein, nachgotisch, bezeichnet „1601“ | D-6-77-203-48          | weitere Bilder                         |
| Mainau (Standort)                                                  | Prozessionsaltar                                                                         | Kleiner verputzter Satteldachbau mit Rundbogennische und eingestelltem Relief Auferstehung Christi, Sandstein, wohl 18./19. Jahrhundert | D-6-77-203-21          | weitere Bilder                         |
| Maingasse 1 (Standort)                                             | Heiligenfigur                                                                            | Hausfigur des heiligen Georg, Sandstein, Barock, 18. Jahrhundert | D-6-77-203-19          | weitere Bilder                         |
| Maingasse 20 (Standort)                                            | Hoftor                                                                                   | Torfahrt mit Satteldach und seitlicher Pforte mit Sandsteinrahmung und Relief, bezeichnet „1731“ | D-6-77-203-20          | weitere Bilder                         |
| Obere Bachgasse 11 (Standort)                                      | Ehemalige Mühle                                                                          | Freistehender zweigeschossiger Mansard-Halbwalmdachbau mit Fachwerkobergeschoss sowie zweigeschossigem Krüppelwalmdachanbau mit Fachwerkobergeschoss, 17./18. Jahrhundert | D-6-77-203-22          | weitere Bilder                         |
| Sanderaustraße (Standort)                                          | Bildstock                                                                                | Mauerscheibe mit Giebel und Rundbogennische mit eingestelltem Relief Anbetung der Könige, Sandstein, wohl 18./19. Jahrhundert | D-6-77-203-44          | BW                                     |
| Staatsstraße 2300; am Niederen Bergweg, Straße nach Himmelstadt () | Sogenanntes Andreaskreuz                                                                 | Bezeichnet „1604“; nicht nachqualifiziert | D-6-77-203-50          |                                        |
| Schloßgasse 3 (Standort)                                           | Bauernhof, Wohnhaus                                                                      | Zweigeschossiger Mansard-Halbwalmdachbau mit verputztem Fachwerkobergeschoss in Ecklage, 18. Jahrhundert | D-6-77-203-23          | Bauernhof, Wohnhaus                    |
| Schloßgasse 3 (Standort)                                           | Bauernhof, Mauereinfriedung mit Hoftor                                                   | 18. Jahrhundert, Tor erneuert | D-6-77-203-23          | Bauernhof, Mauereinfriedung mit Hoftor |
| Schulplatz 1 (Standort)                                            | Wohnhaus                                                                                 | Langgestreckter eingeschossiger Satteldachbau mit einseitigem Krüppelwalm und verputzter Fachwerkfassade über hohem Kellersockel in Ecklage, erste Hälfte 19. Jahrhundert | D-6-77-203-24          | Wohnhaus                               |
| Schulplatz 3 (Standort)                                            | Wohnhaus                                                                                 | Zweigeschossiger giebelständiger Halbwalmdachbau mit verputztem Fachwerkobergeschoss sowie zweigeschossigem Walmdachanbau, um 1800 | D-6-77-203-25          | Wohnhaus                               |
| Schulplatz 5 (Standort)                                            | Hoftor                                                                                   | Korbbogige Einfahrt sowie seitliche Pforte mit geradem Sturz, Sandstein, bezeichnet „1806“, Erneuerung bezeichnet „1937“ | D-6-77-203-25          | Hoftor                                 |
| Schulplatz 5; in Hofmauer (Standort)                               | Fragment einer Pietà                                                                     | Ohne den Christus-Corpus, Sandstein, barock, 17. Jahrhundert | D-6-77-203-26          | weitere Bilder                         |
| Schulplatz 6 (Standort)                                            | Katholische Pfarrkirche St. Georg, ehemaliger Schlossbau von 1717, seit 1787 Pfarrkirche | Saalbau mit eingezogenem Rechteckchor sowie diesem vorgestellt ein dreigeschossiger Turm mit Haube und Laterne, geschweifter Blendgiebel mit Figurennischen, vom ursprünglichen Schlossbau noch die dreigeschossig gegliederten Fassaden der Langhausseiten erhalten, barocker Kernbau 1717, Umbau zur klassizistischen Kirche und Hinzufügung von Turm und Blendgiebel nach Plänen von Johann Philipp Geigel 1785–1787; mit Ausstattung | D-6-77-203-27          | weitere Bilder                         |
| Schulplatz 6 (Standort)                                            | Rundbogenportal                                                                          | Mit Pilasterrahmung und Rustikagliederung sowie Wappenkartusche mit Helmzier (Fürstbischof Johann Philipp von Greiffenclau), Sandstein, barock, erstes Viertel 18. Jahrhundert, vom ehemaligen Schloss hierher versetzt | D-6-77-203-30          | weitere Bilder                         |
| Schulplatz 7 (Standort)                                            | Pfarrhof, Pfarrhaus                                                                      | Zurückliegendes zweigeschossiges Satteldachhaus mit Zierfachwerkobergeschoss, 17. Jahrhundert | D-6-77-203-28          | weitere Bilder                         |
| Schulplatz 7 (Standort)                                            | Pfarrhof, Nebengebäude                                                                   | Schmaler wehrgangähnlicher Walmdachbau Fachwerkgaleriegeschoss über Holzsäulen, 17. Jahrhundert | D-6-77-203-28          | weitere Bilder                         |
| Schulplatz 8 (Standort)                                            | Bauernhof, Wohnhaus                                                                      | Schmaler zweigeschossiger Satteldachbau mit Fachwerkobergeschoss auf spitzwinkligem Grundriss, 17./18. Jahrhundert | D-6-77-203-29          | weitere Bilder                         |
| Schulplatz 8 (Standort)                                            | Bauernhof, Scheune                                                                       | Fachwerkbau mit Satteldach, 18./19. Jahrhundert, teilweise massiv erneuert | D-6-77-203-29          | weitere Bilder                         |
| Steinbühlsberg (Standort)                                          | Kalkofen                                                                                 | Am Hang errichteter leicht geböschter Trockenmauerwerksbau mit rund gemauertem Schacht, stichbogiger Feueröffnung und seitlichen Strebepfeilern, um 1900 | D-6-77-203-158         | BW                                     |
| Turmstraße 2 (Standort)                                            | Heiligenfigur                                                                            | Reich ornamentierte Nische mit Figur des heiligen Joseph, Sandstein, bezeichnet „1751“ | D-6-77-203-32          | Heiligenfigur                          |
| Turmstraße 2 (Standort)                                            | Wappentafel                                                                              | Sandstein, bezeichnet „1569“ | D-6-77-203-32          | Wappentafel                            |
| Turmstraße 16 (Standort)                                           | Wohnhaus                                                                                 | Zweigeschossiger giebelständiger Satteldachbau mit Fachwerkobergeschoss, Fensterrahmungen im Obergeschoss mit geohrten Profilbrettern, bezeichnet „1751“, Erdgeschoss 19. Jahrhundert | D-6-77-203-33          | weitere Bilder                         |
| Turmstraße 25 (Standort)                                           | Wohnhaus                                                                                 | Zweigeschossiges verputztes Fachwerkhaus mit giebelständigem Krüppelwalmdach, 17./18. Jahrhundert | D-6-77-203-34          | weitere Bilder                         |
| Turmstraße 26 (Standort)                                           | Wohnhaus                                                                                 | Zweigeschossiger giebelständiger Krüppelwalmdachbau mit Zierfachwerkobergeschoss und zweigeschossiger traufständiger Satteldachanbau mit Durchfahrt und Zierfachwerkobergeschoss, Portal bezeichnet „1741“, Türblatt bezeichnet „1804“, Fachwerkerneuerung um 1900 | D-6-77-203-35          | weitere Bilder                         |
| Turmstraße 27 (Standort)                                           | Wohnhaus                                                                                 | Zweigeschossiger giebelständiger Satteldachbau mit Zierfachwerkobergeschoss, Reste von Malereien in den Gefachen, Erdgeschoss mit profilierten Fensterrahmungen, bezeichnet „1602“ | D-6-77-203-36          | weitere Bilder                         |
| Turmstraße 29 (Standort)                                           | Hoftor                                                                                   | Einfache Tordurchfahrt mit Satteldach und seitliche profilierte Rundbogenpforte, Sandstein, bezeichnet „1601“ | D-6-77-203-37          | weitere Bilder                         |
| Turmstraße 33 (Standort)                                           | Stadttor der Marktbefestigung                                                            | Viergeschossiger Torturm mit spitzbogiger Durchfahrt und Haubendach mit Laterne, Putzmauerwerk mit Sandsteinrahmungen, spätgotischer Kern 15. Jahrhundert, barocker Umbau mit Haubendach 18. Jahrhundert, Renovierung bezeichnet „1874“ | D-6-77-203-31 Wikidata | weitere Bilder                         |
| Vorstadt 3 (Standort)                                              | Ehemalige Mühle                                                                          | Zweigeschossiger giebelständiger Satteldachbau mit Zierfachwerkobergeschoss, erste Hälfte 18. Jahrhundert, Figurennische 19. Jahrhundert | D-6-77-203-39          | weitere Bilder                         |
| Vorstadt 3 (Standort)                                              | Ehemalige Mühle                                                                          | Fachwerkscheune und Wirtschaftsgebäude | D-6-77-203-39          | BW                                     |
| Vorstadt 13 (Standort)                                             | Bauernhaus                                                                               | Eingeschossiges verputztes Fachwerkhaus mit giebelständigem Satteldach, 19. Jahrhundert | D-6-77-203-41          | Bauernhaus                             |
| Vorstadt; Leinacher Bach (Standort)                                | St.-Nepomuk-Statue                                                                       | Geschweifter Inschriftsockel mit Figur des heiligen Johann Nepomuk, Sandstein, Rokoko, bezeichnet „1756“ | D-6-77-203-42          | weitere Bilder                         |
| Würzburger Straße 8 (Standort)                                     | Wohnhaus                                                                                 | Zweigeschossiger traufständiger Satteldachbau mit verputztem Zierfachwerkobergeschoss, bezeichnet „1688“ | D-6-77-203-43          | Wohnhaus                               |

### Duttenbrunn
| Lage                                                                     | Objekt                                   | Beschreibung | Akten-Nr.     | Bild |
| ------------------------------------------------------------------------ | ---------------------------------------- | --- | ------------- | ---- |
| Dittersrain (Standort)                                                   | Bildstock                                | Diamantiertes Inschriftpostament mit Säule und Flachnischenaufsatz mit seitlichen Blumenrelief, Sandstein, 1621 | D-6-77-203-70 | BW   |
| Eigen (Standort)                                                         | Bildstock                                | Mit rundbogigem Tabernakelaufsatz und Kreuzbekrönung sowie Relief 'Kruzifix', Sandstein, bezeichnet „1731“, erneuert | D-6-77-203-67 | BW   |
| Feuchte Äcker (Standort)                                                 | Prozessionsaltar                         | Sockel mit Relief Doppelkreuz und kreuzbekröntem Halbkuppel-Nischenaufsatz, 19. Jahrhundert, erneuert und dabei ehemaliges Blechbild der 14 Nothelfer durch modernes Sandsteinrelief ersetzt | D-6-77-203-71 | BW   |
| Halbmaßweinberg (Standort)                                               | Kreuzigungsgruppe                        | Sandsteinsockel mit Kreuzrelief (zugehörige gusseiserne Kreuzigungsgruppe verloren), 1885 | D-6-77-203-68 | BW   |
| Kärnersweg; Laudenbacher Straße (Standort)                               | Feldkapelle                              | Mit Ausstattung | D-6-77-203-66 | BW   |
| Kirchberg 1 (Standort)                                                   | Katholische Kuratiekirche St. Margaretha | Ursprünglich Saalkirche mit eingezogenem quadratischem Walmdach-Chor im Osten und vorgestelltem Westturm mit Pyramidendach, spätere Aufweitung und Neuausrichtung durch Abbruch der südlichen Langhauswand und Anbau einer dreischiffigen Staffelhalle mit Satteldach und eingezogenem Dreiseitchor im Süden, Putzmauerwerk mit Sandsteingliederungen, ehemaliger romanischer Chor zweiteHälfte 12. Jahrhundert, Turm und wohl auch das Langhaus, spätes 17. Jahrhundert, Langhausumbau mit dreischiffiger Halle bezeichnet „1936“; mit Ausstattung | D-6-77-203-54 | BW   |
| Laudenbacher Straße, Ecke Laudenbacher Weg/Stadelhofer Straße (Standort) | Prozessionsaltar                         | Inschriftsockel mit ornamentiertem und kreuzbekröntem Tonnendach-Nischenaufsatz und Reliefretabel Christus an der Geißelsäule, Sandstein, bezeichnet „1733“ | D-6-77-203-64 | BW   |
| Marienplatz (Standort)                                                   | Mariensäule                              | Stufenpodest mit Stufensockel und Marienfigur Immaculata, Sandstein, 1859 | D-6-77-203-63 | BW   |
| Nähe Friedhofstraße; Zellinger Straße 12 (Standort)                      | Kriegerdenkmal                           | Gestufter konischer Inschriftsockel mit Namenslisten der Gefallenen des Ersten Weltkrieges und Kruzifix, Sandstein, expressionistisch gestalteter Sockel um 1925, Corpus wohl 17. Jahrhundert, Kreuzbalken erneuert | D-6-77-203-73 | BW   |
| Nähe Raiffeisenstraße (Standort)                                         | Prozessionsaltar                         | Sockel mit Tonnendach-Nischenaufsatz und Reliefretabel 'Kruzifix', Sandstein, bezeichnet „1807“ (Kopie) | D-6-77-203-72 | BW   |
| Schmiedsstraße 3 (Standort)                                              | Hölzernes Hoftor                         | 19. Jahrhundert | D-6-77-203-55 | BW   |
| Stadelhofer Straße 3 (Standort)                                          | Hoftor                                   | Toranlage mit Satteldach und geschnitzten Tor- bzw. Türflügel, bezeichnet „1800“ und „1901“ | D-6-77-203-56 | BW   |
| Stadelhofer Straße 8 (Standort)                                          | Hölzernes Hoftor                         | Mit Satteldach, 19. Jahrhundert | D-6-77-203-57 | BW   |
| Stadelhofer Straße 9 (Standort)                                          | Hölzernes Hoftor                         | 19. Jahrhundert | D-6-77-203-58 | BW   |
| Stadelhofer Straße 14 (Standort)                                         | Hoftor                                   | Fachwerkrahmen mit Satteldach und geschnitzten Tor- bzw. Türflügeln, erste Hälfte 19. Jahrhundert | D-6-77-203-59 | BW   |
| Stadelhofer Straße 17 (Standort)                                         | Bauernhof                                | Bauernhaus, eingeschossiger giebelständiger Satteldachbau mit verputztem Fachwerk, 18. Jahrhundert | D-6-77-203-60 | BW   |
| Stadelhofer Straße 17 (Standort)                                         | Bauernhof                                | Hofmauer, verputzte Mauer mit Korbbogiger Toreinfahrt und rundbogiger Pforte, bezeichnet „1731“ oder „1736“ | D-6-77-203-60 | BW   |
| Staatsstraße 2437 (Standort)                                             | Sogenannte Hans-Adeles-Kapelle           | Kleiner Rechteckbau mit korbbogiger Öffnung und Satteldach, bezeichnet „1853“; mit Ausstattung | D-6-77-203-69 | BW   |
| Strohboden (Standort)                                                    | Denkmal                                  | Steintisch mit runder Platte und eingravierten Namen, gestiftet von den Feldgeschworenen von Zellingen, Sandstein, bezeichnet „1877“ | D-6-77-203-52 | BW   |
| Urspringer Straße 3 (Standort)                                           | Hölzernes Hoftor                         | 19. Jahrhundert | D-6-77-203-61 | BW   |
| Urspringer Straße 6 (Standort)                                           | Hausmadonna                              | Verglaste Ädikulanische mit eingestellter Madonna, farbig gefasstes Holz, neuromanische Ädikula Ende 19. Jahrhundert, Madonna 18./19. Jahrhundert | D-6-77-203-62 | BW   |
| Urspringer Straße 12 ()                                                  |                                          | 1802; nicht nachqualifiziert, im Bayerischen Denkmal-Atlas nicht kartiert | D-6-77-203-65 |      |

### Markt Retzbach
| Lage                                                                                 | Objekt                                                         | Beschreibung | Akten-Nr.               | Bild                    |
| ------------------------------------------------------------------------------------ | -------------------------------------------------------------- | --- | ----------------------- | ----------------------- |
| Am Güßgraben 6 (Standort)                                                            | Bildstock                                                      | Achteckpfeiler mit Flachnischenaufsatz und Pietà, bezeichnet „1656“ (erneuert) | D-6-77-203-123          | BW                      |
| An der Hecke 2 (Standort)                                                            | Grabmal und Gedenkkreuz                                        | In Form eines Bildstocks, altarähnliches Inschriftpostament mit Säule und Aufsatz mit plastischer Kreuzigungsgruppe, Kalkstein, später romanisierender Jugendstil, wohl 1908, später hinzugefügte Inschriften | D-6-77-203-121          | weitere Bilder          |
| Bahnhofstraße 1 (Standort)                                                           | Rathaus                                                        | Zweigeschossiger Schopfwalmdachbau mit rückwärtigem Treppengiebel sowie polygonalem Eckturm mit Haubendach in Ecklage, Putzmauerwerk mit Sandsteinrahmungen und Zierfachwerkobergeschoss, Eselsrücken-Portal am Treppenturm bezeichnet „1575“, Fachwerk bezeichnet „1576“ | D-6-77-203-74           | weitere Bilder          |
| Nähe Bahnhofstraße (Standort)                                                        | Terrassengarten                                                | Zweistufige Terrassenanlage mit Stützmauern und Einfriedungsmauer mit zwei profilierten Rundbogenpforten, 17./18. Jahrhundert, ein Portal bezeichnet „1617“ (erneuert) | D-6-77-203-135          | Terrassengarten         |
| Nähe Bahnhofstraße (Standort)                                                        | Brunnenschacht                                                 | | D-6-77-203-135          | BW                      |
| Nähe Bahnhofstraße (Standort)                                                        | Gartenhäuschen                                                 | Frühes 19. Jahrhundert, erneuert | D-6-77-203-135          | BW                      |
| Bayerntal; Kapellenweg; Nähe Kapellenweg; vor der Wallfahrtskirche (Standort)        | Mariensäule                                                    | Ornamentierter Tischsockel mit kannelierter Säule und Doppelfigur Maria mit Kind, Sandstein, barock, bezeichnet „1698“, Wiederherstellung 1945 | D-6-77-203-87           | weitere Bilder          |
| Benediktusberg; im Felsen unterhalb der Benediktushöhe, Weinberge am Main (Standort) | Heiligenfigur                                                  | Figur in Felsennische am Main, wohl heiliger Benedikt, Stein, 18./19. Jahrhundert | D-6-77-203-134          | BW                      |
| Bergstraße 8 (Standort)                                                              | Kellerportal                                                   | Rundbogen mit Falz, bezeichnet „1561“ | D-6-77-203-76           | weitere Bilder          |
| Nähe Bergstraße (Standort)                                                           | St.-Nepomuk-Statue                                             | Geschweiftes Postament mit Figur des heiligen Johann Nepomuk, Sandstein, barock, 18. Jahrhundert | D-6-77-203-118 Wikidata | weitere Bilder          |
| Dietalberg; Thüngersheimer Straße, B 27 (Standort)                                   | Prozessionsaltar                                               | Inschriftsockel mit kreuzbekröntem Tonnendach-Nischenaufsatz, Sandstein, Sockel bezeichnet „1738“, der Rest erneuert | D-6-77-203-133          | BW                      |
| Duttenbrunner Straße 1 (Standort)                                                    | Mariensäule                                                    | Profilierter Pfeiler mit Wappenkartusche (Fürstbischof Julius Echter) und Madonnenfigur, Sandstein, Pfeiler bezeichnet „1596“, Madonnenfigur wohl 19. Jahrhundert | D-6-77-203-9            | Mariensäule             |
| Nähe Duttenbrunner Straße; Duttenbrunner Straße 2 (Standort)                         | Friedhof                                                       | Grabmäler, 19./20. Jahrhundert | D-6-77-203-11           | BW                      |
| Nähe Duttenbrunner Straße; Duttenbrunner Straße 2 (Standort)                         | Friedhof                                                       | Kreuzigungsgruppe, Kruzifix und Assistenzfiguren auf Inschriftsockeln, Sandstein, barock, bezeichnet „1717“ | D-6-77-203-11           | Friedhof                |
| Nähe Duttenbrunner Straße; Duttenbrunner Straße 2 (Standort)                         | Friedhof                                                       | Friedhofsmauer, Bruchsteinmauer mit vermauertem Relief eines Bischofsheiligen | D-6-77-203-11           | BW                      |
| Nähe Duttenbrunner Straße; Duttenbrunner Straße 2 (Standort)                         | Friedhof                                                       | Heiligenhäuschen mit gegeißeltem Christus, 18. Jahrhundert | D-6-77-203-11           | Friedhof                |
| Ersberg (Standort)                                                                   | Bildstock                                                      | Postament und Säule mit reichem Reliefaufsatz Pietà mit Schächerkreuzen / Mondsichelmadonna im Strahlenkranz und an den Seiten Heiliger Petrus /Heiliger Laurentius, am Postament Ritzzeichnung Monstranz, Sandstein, barock, 1698 | D-6-77-203-127          | BW                      |
| Essiggarten; Herzenloch; am Hang neben der Wallfahrtskirche (Standort)               | Kreuzweg                                                       | Kreuzigungsgruppe und zugleich zwölfte Station, Kruzifix mit Assistenzfiguren auf eigenen Sockeln, Sandstein und Kalkstein, neugotisch, zweite Hälfte 19. Jahrhundert | D-6-77-203-89           | weitere Bilder          |
| Essiggarten; Herzenloch; am Hang neben der Wallfahrtskirche (Standort)               | Kreuzweg                                                       | Kreuzwegstationen, 13 gleichgestaltete Stationenstationen in Form von Bildhäuschen mit kreuzbekröntem Giebel sowie Spitzbogennische mit eingestelltem Relief, Sandstein, neugotisch, zweite Hälfte 19. Jahrhundert | D-6-77-203-89           | weitere Bilder          |
| Hauenweg (Standort)                                                                  | Bildstock                                                      | Tischsockel mit Pfeiler und Reliefaufsatz Kreuzigungsgruppe und Heiliger Laurentius, Sandstein, Rokoko, bezeichnet „1742“ | D-6-77-203-130          | BW                      |
| Hauenweg 57 (Standort)                                                               | Sühnekreuz                                                     | Vermauertes Kreuz, Sandstein, bezeichnet „1599“ | D-6-77-203-128          | BW                      |
| Heckenstraße 2 (Standort)                                                            | Bauernhof, Wohnhaus                                            | Zweigeschossiger Walmdachbau mit schmalem Satteldachanbau und vorkragendem verputztem Fachwerkobergeschoss in Ecklage, hölzerne Rahmungen der Fenster im Obergeschoss mit profilierten Ohrungen, 18. Jahrhundert | D-6-77-203-77           | weitere Bilder          |
| Heckenstraße 2 (Standort)                                                            | Bauernhof, Scheune                                             | Zweigeschossiger Halbwalmdachbau mit Fachwerkobergeschoss, 18. Jahrhundert | D-6-77-203-77           | weitere Bilder          |
| Heckenstraße 6, 10 (Standort)                                                        | Wohnhaus                                                       | Zweigeschossiges verputztes Fachwerkhaus mit traufständigem Halbwalmdach und vorkragendem Obergeschoss über hohem Kellersockel, hölzerne Fensterrahmungen mit profilierten Ohrungen, 17. Jahrhundert | D-6-77-203-78           | Wohnhaus                |
| Heckenstraße 6, 10 (Standort)                                                        | Kellerbogen                                                    | Bezeichnet „1608“ (?) | D-6-77-203-78           | BW                      |
| Heckenstraße 18 (Standort)                                                           | Portal                                                         | Rundbogen mit Fase und Ornamentkartusche, Sandstein, bezeichnet „1674“, sekundär verbaut | D-6-77-203-79           | weitere Bilder          |
| Hermann-Klug-Straße 2 (Standort)                                                     | Wohnhaus                                                       | Zweigeschossiges Fachwerkhaus über hohem Kellergeschoss in Ecklage, bezeichnet „1687“, Hausmadonna in neugotischem Holz-Blech-Gehäuse, Mitte 19. Jahrhundert | D-6-77-203-80           | weitere Bilder          |
| Hermann-Klug-Straße 2 (Standort)                                                     | Hoftor                                                         | Rundbogen mit Fase und Julius-Echter-Wappen, um 1600 | D-6-77-203-80           | weitere Bilder          |
| Hermann-Klug-Straße 7 (Standort)                                                     | Wohnhaus                                                       | Zweigeschossiger traufständiger Mansard-Halbwalmdachbau mit verputztem Fachwerkobergeschoss und Durchfahrt mit geschnitzten Torflügeln, Putzfassade mit Sandsteingliederungen im Erdgeschoss und entsprechenden Gliederungen mit Profilbrettern im Obergeschoss, barock, 18. Jahrhundert                                                                                       | D-6-77-203-81           | weitere Bilder          |
| Hermann-Klug-Straße 10 (Standort)                                                    | Bauernhof, Wohnhaus                                            | Zweigeschossiger giebelständiger Halbwalmdachbau mit verputztem Fachwerkobergeschoss, erste Hälfte 19. Jahrhundert | D-6-77-203-82           | weitere Bilder          |
| Hermann-Klug-Straße 10 (Standort)                                                    | Bauernhof, Hofmauer                                            | Mit Rundbogentor, bezeichnet „1843“ | D-6-77-203-82           | weitere Bilder          |
| Kapellenweg 1 (Standort)                                                             | Pfarrhaus                                                      | Freistehender zweigeschossiger Walmdachbau mit Kellerhanggeschoss. Putzfassade mit Eckpilastern und geohrten Sandsteinrahmungen, barock, 18. Jahrhundert; Hofmauer mit Rundbogentor, bezeichnet „1720“ | D-6-77-203-85           | weitere Bilder          |
| Kapellenweg 2 (Standort)                                                             | Katholische Wallfahrtskirche Maria im Grünen Tal               | Dreischiffige Hallenkirche mit Zwerchgiebeln und eingezogenem 5/8-Chor sowie erhöhtem Chordach mit Zwiebelhauben-Dachreiter, westliche Giebelfassade mit zwei seitlichen polygonalen Treppentürmen mit Zwiebelhauben, gotischer Chor um 1340, Westfassade mit Türmen 17. Jahrhundert, Langhausneubau in angepasster Nachkriegsmoderne durch Hans Schädel 1969; mit Ausstattung | D-6-77-203-86           | weitere Bilder          |
| Kapellenweg 2 (Standort)                                                             | Pfeilerportal                                                  | Mit Figuren Christi und Mariä, Sandstein, barock, 18. Jahrhundert | D-6-77-203-86           | weitere Bilder          |
| Kapellenweg 3 (Standort)                                                             | Katholische Friedhofskapelle                                   | Turmförmiger zweigeschossiger Walmdachbau mit hohem Erdgeschoss und vorkragendem Zierfachwerkobergeschoss mit Außentreppe, 17./18. Jahrhundert | D-6-77-203-88           | weitere Bilder          |
| Nähe Kapellenweg; Kapellenweg (Standort)                                             | Pfarrgarten                                                    | Gartenmauer mit geohrter Sandsteinpforte und Marienfigur, Sandstein, zweite Hälfte 18. Jahrhundert | D-6-77-203-136          | weitere Bilder          |
| Nähe Kapellenweg; Kapellenweg (Standort)                                             | Brunnenhaus                                                    | Kleiner einseitig geöffneter Bruchsteinbau auf quadratischem Grundriss mit Pyramidendach, zweite Hälfte 18. Jahrhundert | D-6-77-203-136          | weitere Bilder          |
| Nähe Kapellenweg (Standort)                                                          | Friedhofskreuz                                                 | Tischsockel mit Kruzifix, Sandstein, Mitte 19. Jahrhundert | D-6-77-203-137          | weitere Bilder          |
| Kirchgasse 4 (Standort)                                                              | Wohnhaus                                                       | Zweigeschossiger Satteldachbau mit einseitigem Halbwalm und vorkragendem Fachwerkobergeschoss über Kellerhanggeschoss in Ecklage, Rundbogenportal mit Julius-Echter-Wappen bezeichnet „1578“, ehemals Stalltorbogen bezeichnet „1602“, Fachwerk erneuert | D-6-77-203-91           | weitere Bilder          |
| Kirchgasse 9 (Standort)                                                              | Ehemaliges Schulhaus                                           | Freistehender drei- bzw. zweigeschossiger Walmdachbau über Kellersubstruktion, Putzmauerwerk mit strenger Sandsteingliederung, klassizistisch, bezeichnet „1824“ | D-6-77-203-92           | weitere Bilder          |
| Kirchgasse 11 (Standort)                                                             | Katholische Pfarrkirche St. Laurentius                         | Saalkirche mit eingezogenem Dreiseitchor und Turmfassade mit Volutengiebel sowie halb vorspringendem Fassadenturm mit Zwiebelhaube und Laterne, Putzmauerwerk mit Sandsteingliederungen und Figurennische, unter Leitung von Balthasar Neumann, barock, 1736–1740; mit Ausstattung                                                                                             | D-6-77-203-93           | weitere Bilder          |
| Kirchgasse 11 (Standort)                                                             | Kirchhofbefestigung                                            | Mit Pfeilerportal, 18. Jahrhundert, im Kern wohl älter | D-6-77-203-93           | weitere Bilder          |
| Klinge (Standort)                                                                    | Kreuzschlepper                                                 | Tischsockel und Säule mit Christusfigur und Kreuz, Sandstein, bezeichnet „1750“ | D-6-77-203-120          | BW                      |
| Mehlen (Standort)                                                                    | Bildstock                                                      | Inschriftsockel mit kreuzbekröntem Tonnendach-Nischenaufsatz und Gittertür, Sandstein, bezeichnet „1877“ | D-6-77-203-126          | BW                      |
| Mühlenberg; Retzstadter Straße (Standort)                                            | Bildstock                                                      | Bildhäuschen mit Satteldach und Relief Hl. Sebastian, Sandstein, Relief wohl 18. Jahrhundert, der Rest erneuert | D-6-77-203-138          | BW                      |
| Mühlgasse 9 (Standort)                                                               | Ehemalige Mühle                                                | Zweigeschossiger traufständiger Bruchsteinbau mit Halbwalmdach, bezeichnet „1835“ | D-6-77-203-94           | weitere Bilder          |
| Mühlgasse 9 (Standort)                                                               | Ehemalige Mühle                                                | Mühlrad (erneuert) mit Wehr, Mühlstein (ausgebaut) | D-6-77-203-94           | weitere Bilder          |
| Neuer Berg (Standort)                                                                | Wegkreuz                                                       | Gemauerter Kalkstein-Tischsockel mit Betonkreuz und gusseisernem Korpus, 20. Jahrhundert | D-6-77-203-129          | BW                      |
| Oberdorfstraße 1 (Standort)                                                          | Wohn- und Geschäftshaus                                        | Dreigeschossiger traufständiger Satteldachbau mit Treppengiebeln und vorkragenden Obergeschossen, im Kern wohl 16./17. Jahrhundert | D-6-77-203-95           | weitere Bilder          |
| Oberdorfstraße 3 (Standort)                                                          | Wohnhaus                                                       | Dreigeschossiger traufständiger Walmdachbau mit vorkragendem verputztem Fachwerkobergeschoss und geohrten Fensterrahmungen, 17./18. Jahrhundert | D-6-77-203-97           | weitere Bilder          |
| Oberdorfstraße 4 (Standort)                                                          | Hof, Wohnhaus                                                  | Zweigeschossiger Satteldachbau mit Zierfachwerkobergeschoss und Tordurchfahrt in Ecklage, bezeichnet „1672“, Toreinfahrt bezeichnet „1618“ | D-6-77-203-98           | weitere Bilder          |
| Oberdorfstraße 4 (Standort)                                                          | Hof, Nebengebäude                                              | Zweigeschossiger Mansard-Halbwalmdachbau mit verputztem Fachwerkobergeschoss sowie Torbogen und Wappenstein im Erdgeschoss, Torbogen bezeichnet 1584, Wappenstein bezeichnet „1651“, Dachwerk 18./19. Jahrhundert | D-6-77-203-98           | weitere Bilder          |
| Oberdorfstraße 5 (Standort)                                                          | Wohnhaus                                                       | Zweigeschossiger giebelständiger Satteldachbau mit verputztem Fachwerkobergeschoss über hoher Kellersubstruktion, 18. Jahrhundert | D-6-77-203-99           | weitere Bilder          |
| Oberdorfstraße 6 (Standort)                                                          | Wohnhaus                                                       | Zweigeschossiger giebelständiger Satteldachbau mit verputztem Fachwerkobergeschoss und vorkragendem Giebel, im Kern 17./18. Jahrhundert, Erdgeschoss verändert | D-6-77-203-100          | weitere Bilder          |
| Oberdorfstraße 10 (Standort)                                                         | Wohnhaus                                                       | Zweigeschossiger giebelständiger Satteldachbau mit verputztem Zierfachwerkobergeschoss, Eckständer bezeichnet „1718“, Erdgeschoss verändert | D-6-77-203-101          | weitere Bilder          |
| Oberdorfstraße 14 ()                                                                 | Profiliertes Rundbogenportal mit Wappen                        | Bezeichnet „1581“ nicht nachqualifiziert, im Bayerischen Denkmal-Atlas nicht kartiert | D-6-77-203-139          | weitere Bilder          |
| Oberdorfstraße 16 (Standort)                                                         | Portal                                                         | Profilierte Türrahmung mit Ohrungen, Sandstein, barock, bezeichnet „1714“ (wohl neu bezeichnet) | D-6-77-203-103          | weitere Bilder          |
| Oberdorfstraße 26 (Standort)                                                         | Hausmadonna                                                    | Figur der Immaculata, Sandstein, barock, 18. Jahrhundert, Sockel bezeichnet „1854“ | D-6-77-203-104          | weitere Bilder          |
| Oberdorfstraße 36 (Standort)                                                         | Bauernhaus                                                     | Schmaler eingeschossiger Fachwerkbau mit Mansard-Halbwalmdach, 18. Jahrhundert | D-6-77-203-105          | weitere Bilder          |
| Obere Hauptstraße 1 (Standort)                                                       | Wohnhaus                                                       | Zweigeschossiger Satteldachbau mit verputztem Fachwerkobergeschoss und vorspringendem zweigeschossigem Bauteil mit walmgedecktem Zierfachwerkobergeschoss in Ecklage, 17. Jahrhundert | D-6-77-203-106          | weitere Bilder          |
| Obere Hauptstraße 1 (Standort)                                                       | Ehemaliger Bauernhof, Bauernhaus                               | Zweigeschossiger giebelständiger Halbwalmdachbau mit verputztem Fachwerkobergeschoss und hölzernen geohrten Fensterrahmungen, 17./18. Jahrhundert | D-6-77-203-107          | weitere Bilder          |
| Obere Hauptstraße 1 (Standort)                                                       | Hausmadonna                                                    | Sandstein, Neorenaissance, Ende 19. Jahrhundert | D-6-77-203-107          | weitere Bilder          |
| Obere Hauptstraße 3 (Standort)                                                       | Marktbefestigung                                               | Teil der Ortsmauer, Bruchstein, spätmittelalterlich | D-6-77-203-142          | BW                      |
| Obere Hauptstraße 6 (Standort)                                                       | Wohnhaus                                                       | Zweigeschossiges giebelständiges Halbwalmdachhaus mit verputztem Fachwerkobergeschoss, zweite Hälfte 18. Jahrhundert. Keller der Scheune bezeichnet „1551“ | D-6-77-203-140          | weitere Bilder          |
| Obere Hauptstraße 21 (Standort)                                                      | Wohnhaus                                                       | Zweigeschossiges einseitig abgewalmtes Satteldachhaus mit Fachwerkobergeschoss über hohem Kellersockel auf schiefwinkligem Grundriss, 18. Jahrhundert, farbig gefasste Hausmadonna 18. Jahrhundert | D-6-77-203-108          | weitere Bilder          |
| Retzbach; Nähe Retzstadter Straße (Standort)                                         | Brücke                                                         | Bogenbrücke mit steinernen Brüstungen, Sandstein, 18. Jahrhundert | D-6-77-203-90           | BW                      |
| Retzbach; Nähe Retzstadter Straße; auf der Brücke (Standort)                         | Brückenfigur                                                   | St.-Nepomuk-Statue mit Inschriftsockel, Sandstein, Rokoko, bezeichnet „1754“ | D-6-77-203-90 Wikidata  | weitere Bilder          |
| Retzbach; Nähe Retzstadter Straße; auf der Brücke (Standort)                         | Brückenfigur                                                   | Immaculata mit Inschriftsockel, Sandstein, Rokoko, bezeichnet „1754“ | D-6-77-203-90           | weitere Bilder          |
| Retzstadter Straße 1, an der Herrnbrücke ()                                          | Nische mit Sebastiansrelief                                    | In barocken Formen nicht nachqualifiziert, im Bayerischen Denkmal-Atlas nicht kartiert | D-6-77-203-119          |                         |
| Retzstadter Straße ()                                                                | Bildhäuschen                                                   | 19./20. Jahrhundert nicht nachqualifiziert, im Bayerischen Denkmal-Atlas nicht kartiert | D-6-77-203-131          |                         |
| Rieder; Staatsstraße 2437; Stettener Weg (Standort)                                  | Wegkreuz                                                       | Gestufter Inschriftsockel mit Kreuz und Reliefs der Wundmale Christi, Sandstein, bezeichnet „1879“ | D-6-77-203-125          | BW                      |
| Sand (Standort)                                                                      | Bildstock                                                      | Blockförmige Stele mit Rundbogennische und schräger Abdeckung durch Sandsteinplatte, Sandstein, bezeichnet „1611“ | D-6-77-203-122          | BW                      |
| Sand (Standort)                                                                      | Bildstock                                                      | Inschriftsockel mit kreuzbekröntem Tonnendach-Nischenaufsatz und Gittertür, Sandstein, bezeichnet „1770“ | D-6-77-203-124          | BW                      |
| Thüngener Straße (Standort)                                                          | Kreuzschlepper                                                 | Figur des kreuztragenden Christus, Sandstein, bezeichnet „1750“ | D-6-77-203-109          | Kreuzschlepper          |
| Untere Hauptstraße 1 (Standort)                                                      | Bauernhof, Wohnhaus                                            | Zweigeschossiger Halbwalmdachbau über hohem Kellerhanggeschoss mit vorkragendem verputztem Fachwerkobergeschoss und Zierfachwerkgiebel in Ecklage, 17./18. Jahrhundert | D-6-77-203-110          | weitere Bilder          |
| Untere Hauptstraße 2; Bahnhofstraße 1 (Standort)                                     | Bauernhof, Bauernhaus                                          | Eingeschossiger giebelständiger Halbwalmdachbau mit verputztem Fachwerk über Kellerhalbgeschoss, 17./18. Jahrhundert | D-6-77-203-111          | weitere Bilder          |
| Untere Hauptstraße 2; Bahnhofstraße 1 (Standort)                                     | Bauernhof, Hoftor                                              | Rundbogige Durchfahrt mit seitlicher rundbogiger Pforte, 17./18. Jahrhundert einseitigem Walmdach über hohem Kellergeschoss, Putzmauerwerk mit Sandsteinrahmungen, im Kern 16./17. Jahrhundert, profiliertes Rundbogenportal bezeichnet „1568“ | D-6-77-203-111          | weitere Bilder          |
| Untere Hauptstraße 3 (Standort)                                                      | Wohnhaus                                                       | Zweigeschossiger traufständiger Satteldachbau mit einseitigem Walmdach über hohem Kellergeschoss, Putzmauerwerk mit Sandsteinrahmungen, im Kern 16./17. Jahrhundert, profiliertes Rundbogenportal bezeichnet „1568“ | D-6-77-203-112          | weitere Bilder          |
| Untere Hauptstraße 4 (Standort)                                                      | Ehemaliger Bauernhof, dann Wohn- und Geschäftshaus; Bauernhaus | Zweigeschossiger giebelständiger Halbwalmdachbau mit verputztem Fachwerkobergeschoss, Erdgeschoss mit geohrten Sandsteinrahmungen, 17./18. Jahrhundert, Umbau zum Kolonialwarenladen mit stuckiertem Schriftzug und holzschnittartigen Reliefs Ende 19. Jahrhundert | D-6-77-203-113          | weitere Bilder          |
| Untere Hauptstraße 4 (Standort)                                                      | Ehemaliger Bauernhof, Hoftor                                   | Rundbogen mit rustizierter Rahmung, Sandstein, barock, 18. Jahrhundert | D-6-77-203-113          | weitere Bilder          |
| Untere Hauptstraße 5 (Standort)                                                      | Bauernhof, Bauernhaus                                          | Zweigeschossiger giebelständiger Halbwalmdachbau mit geohrten Sandsteinrahmungen im Erdgeschoss und traufseitiger geschnitzter Loggia, 17./18. Jahrhundert, Loggia um 1900 | D-6-77-203-114          | weitere Bilder          |
| Untere Hauptstraße 5 (Standort)                                                      | Bauernhof, Hoftor                                              | Rundbogentor und -pforte mit Fase und alten Türflügeln, 17./18. Jahrhundert | D-6-77-203-114          | weitere Bilder          |
| Untere Hauptstraße 6 (Standort)                                                      | Gasthaus                                                       | Dreigeschossiger Walmdachbau mit korbbogiger Durchfahrt und Hausmadonna, 18. Jahrhundert, erneuert | D-6-77-203-115          | weitere Bilder          |
| Untere Hauptstraße 7 (Standort)                                                      | Bauernhof, Wohnhaus                                            | Zweigeschossiger giebelständiger Halbwalmdachbau mit geohrten Sandstein- bzw. Brettrahmungen und Hausmadonna sowie hofseitiger Freitreppe mit vermauertem Kreuzwegrelief Christus begegnet den weinenden Frauen, zweigeschossiger Satteldachanbau mit rundbogigem Kellerzugang, 17. /18. Jahrhundert                                                                           | D-6-77-203-116          | weitere Bilder          |
| Untere Hauptstraße 7 (Standort)                                                      | Bauernhof, Hofmauer                                            | Erhaltener Rest mit Rundbogenpforte, 17./18. Jahrhundert; erhaltener Fassadenrest des unterkellerten Nebengebäudes, 18./19. Jahrhundert | D-6-77-203-116          | weitere Bilder          |
| Untere Hauptstraße 8 (Standort)                                                      | Wohn- und Geschäftshaus                                        | Eingeschossiger giebelständiger Satteldachbau mit verputztem Fachwerkgiebel über souterrainartigem Keller, 1524 (dendro.dat.), am rückwärtigen Giebel bezeichnet 1617, im Keller Laden- und Backstube, spätes 19. Jahrhundert | D-6-77-203-151          | Wohn- und Geschäftshaus |
| Untere Hauptstraße 8 (Standort)                                                      | Scheune                                                        | Mit zwei untereinander verbundenen und zum Teil in den anstehenden Felsen eingetieften tonnengewölbten Kellern, Massivbau mit Satteldach, 1581/92 (dendro.dat.) | D-6-77-203-151          | BW                      |
| Untere Hauptstraße 8 (Standort)                                                      | Hoftor                                                         | Mit Rundbogenpforte und -durchfahrt, 18./19. Jahrhundert | D-6-77-203-151          | Hoftor                  |
| Untere Hauptstraße 12 (Standort)                                                     | Bauernhof, Wohnhaus                                            | Zweigeschossiger Satteldachbau mit Zierfachwerkgiebel über hohem Kellersockel in Ecklage, Zierfachwerk 17. Jahrhundert, Umbau unter teilweisem Ersatz des Fachwerks durch Hausteinmauerwerk 19. Jahrhundert | D-6-77-203-117          | weitere Bilder          |
| Untere Hauptstraße 12 (Standort)                                                     | Bauernhof, Hoftor                                              | Rundbogen mit Fase, bezeichnet „1596“ | D-6-77-203-117          | weitere Bilder          |
| Untere Hauptstraße 15; Untere Hauptstraße 15 a; Untere Hauptstraße 17 (Standort)     | Bauernhaus                                                     | Zurückliegender zweigeschossiger Satteldachbau mit verputztem Fachwerkobergeschoss über Kellersockel, 17./18. Jahrhundert; Torbogen bezeichnet „1607“ | D-6-77-203-141          | BW                      |
| Weinberge am Main (Standort)                                                         | Heiligenfigur                                                  | Flaches gebauchtes Postament mit Figur der Schmerzhaften Muttergottes, farbig gefasster Sandstein, barock, bezeichnet „1738“ | D-6-77-203-132          | BW                      |

## Ehemalige Baudenkmäler
In diesem Abschnitt sind Objekte aufgeführt, die früher einmal in der Denkmalliste eingetragen waren, jetzt aber nicht mehr. Objekte, die in anderem Zusammenhang – also z. B. als Teil eines Baudenkmals – weiter eingetragen sind, sollen hier nicht aufgeführt werden. Aktennummern in diesem Abschnitt sind ehemalige, jetzt nicht mehr gültige Aktennummern.

| Lage                                  | Objekt          | Beschreibung      | Akten-Nr.    | Bild |
| ------------------------------------- | --------------- | ----------------- | ------------ | ---- |
| Zellingen Billingshäuser Straße 46 () | Fußgängerpforte | Bezeichnet „1717“ | D-6-77-203-6 |      |
| Zellingen Brückenstraße (Standort)    | Pietà           |                   | D-6-77-203-1 | BW   |

## Abgegangene Baudenkmäler
In diesem Abschnitt sind Objekte aufgeführt, die früher einmal in der Denkmalliste eingetragen waren, jetzt aber nicht mehr existieren, z. B. weil sie abgebrochen wurden. Aktennummern in diesem Abschnitt sind ehemalige, jetzt nicht mehr gültige Aktennummern.

| Lage                                             | Objekt            | Beschreibung | Akten-Nr.     | Bild           |
| ------------------------------------------------ | ----------------- | --- | ------------- | -------------- |
| Zellingen Himmelstadter Straße 4 ()              | Kreuzigungsgruppe | Tischsockel mit Kruzifix und Schmerzensmutter, Sandstein, 18.–19. Jahrhundert | D-6-77-203-12 |                |
| Zellingen Untere Bachgasse 5 (Standort)          | Steinportal       | mit nachgotischen Bauformen, bezeichnet mit „1583“ | D-6-77-203-38 | BW             |
| Markt Retzbach Hermann-Klug-Straße 12 (Standort) | Wohnhaus          | Eingeschossiges verputztes Fachwerkhaus mit giebelständigem Satteldach über Kellersockel, 17./18. Jahrhundert, vermauerte Steinplatte in der Hofmauer bezeichnet „1587“ | D-6-77-203-83 | weitere Bilder |
| Markt Retzbach Hermann-Klug-Straße 14 (Standort) | Wohnhaus          | Eingeschossiger giebelständiger Halbwalmdachbau mit verputztem Fachwerkgiebel über Kellersockel sowie rückwärtigem verputztem Fachwerkanbau mit Satteldach über halbhohem Kellergeschoss, profilierte Sandsteinrahmungen im Erdgeschoss 16./17. Jahrhundert (wohl zweitverwendet), geohrte Rahmungen im Kellergeschoss 18. Jahrhundert, Anbau bezeichnet „1706“ | D-6-77-203-84 | weitere Bilder |